# Godshuis Hertsberge

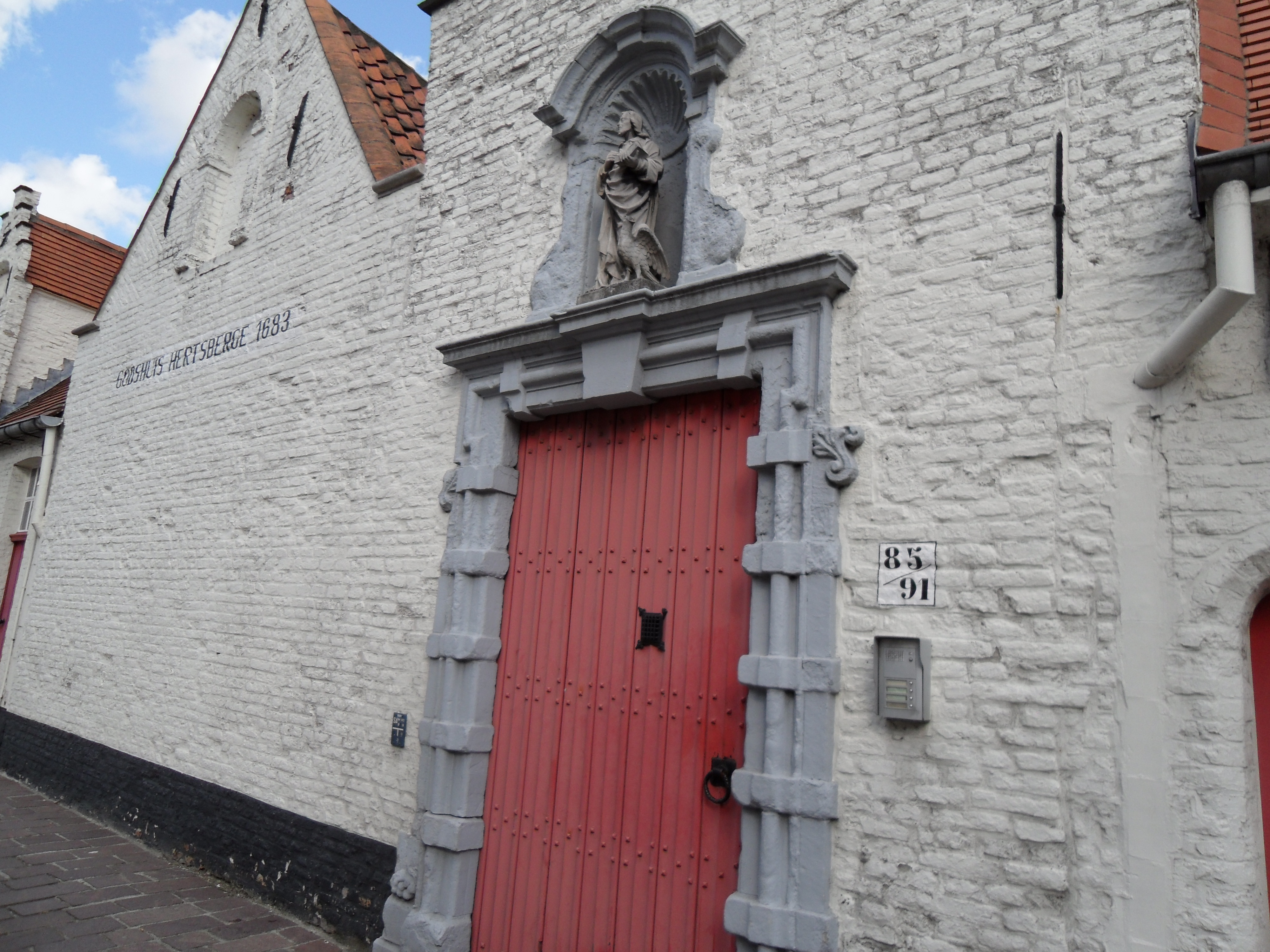
Godshuizen Hertsberge, straatgevel, ingangspoortje

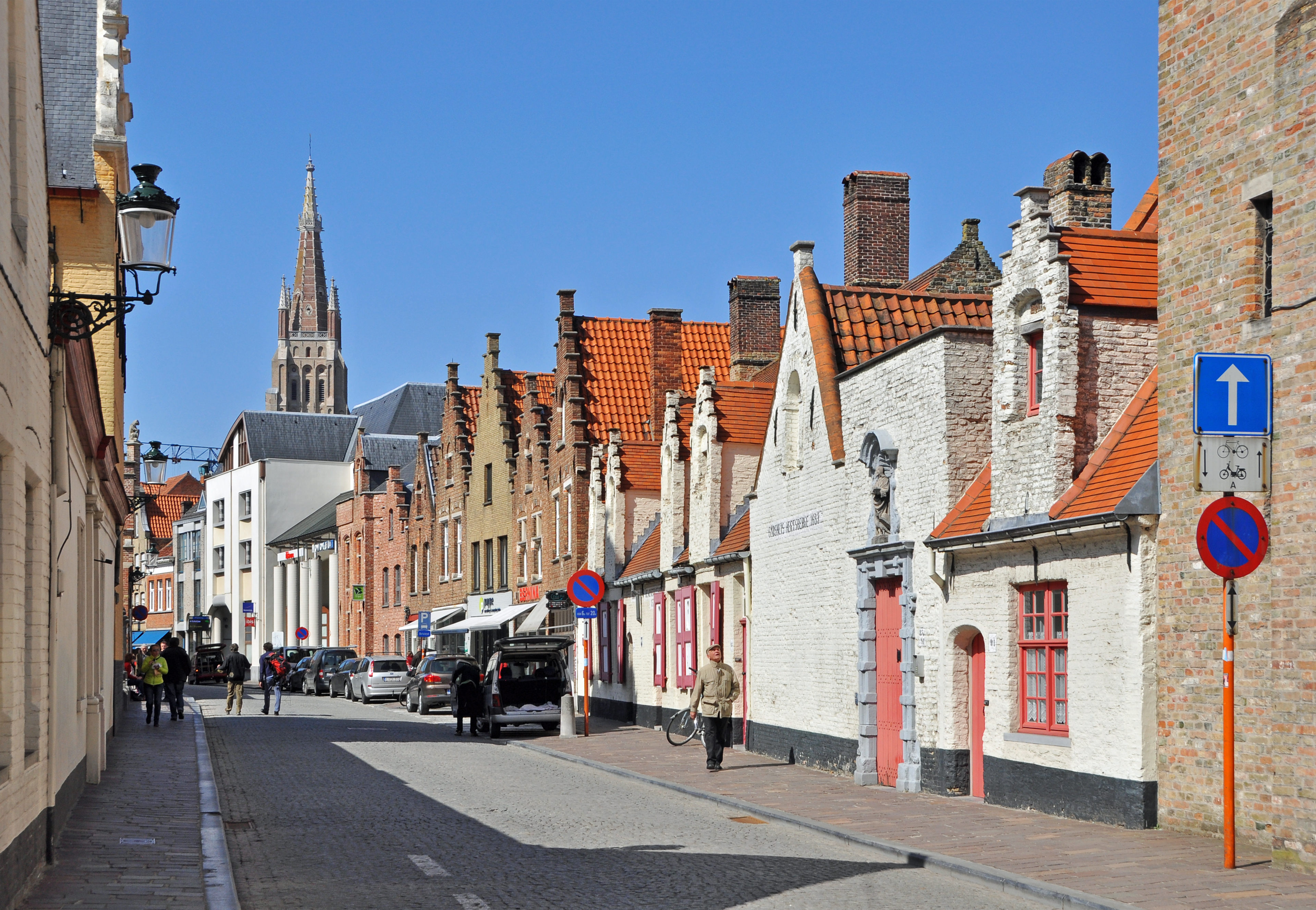
Zicht op de straatgevel van de godshuizen Hertsberge in de Katelijnestraat

Godshuis Hertsberge is een godshuis in de Katelijnestraat in de Belgische stad Brugge.

## Geschiedenis
Het godshuis werd in 1335 als convent gesticht door Griete en Marzoete van Hertsberghe als huisvesting voor arme begijnen, net zoals het Rooms Convent en een paar andere Brugse stichtingen. De meester van het tegenovergelegen Bogardenklooster kreeg er de geestelijke zorg over.
Op het einde van de veertiende eeuw evolueerde de stichting van convent naar godshuis. In 1683 werd het beluik heropgebouwd in opdracht van Frans Keignaert (†1699), die er op zijn kosten een kleine kapel aan toevoegde.
Het beluik bestaat uit zeven huisjes, gelegen rond een binnentuin, bestemd voor weduwen. Het is door een barokpoortje aan de straatkant bereikbaar. In 1834 werd door de Commissie voor Burgerlijke Godshuizen een naastgelegen zestiende-eeuws huis aan het beluik toegevoegd.
In 1974 werd Godshuis Hertsberge beschermd als monument.